# 가와나미촌 (오사카부)
가와나미촌(일본어: 川南村)은 일본 오사카부 니시나리군에 설치되었던 촌이다. 현재의 오사카시 미나토구·다이쇼구·니시나리구의 일부에 해당한다.